# Isabela Souza
Isabela Soares de Souza, mais conhecida como Isabela Souza (Belo Horizonte, 13 de janeiro de 1998) é uma atriz, cantora, modelo e compositora brasileira, conhecida por seus papéis em Juacas, a protagonista Bia, na telenovela de mesmo nome, Bia, do Disney Channel e professora Pilar em A Caverna Encantada.

## Carreira e biografia
Nascida em Belo Horizonte, quando criança mudou-se para o Rio de Janeiro. Mais tarde, logo após terminar o ensino médio, se mudou para Itacaré, na Bahia, e algum tempo depois, para a Argentina. 
A atriz e modelo, aos 14 anos percebeu que queria fazer teatro, entrou e se formou aos 16 anos no curso. Isabela estreou em 2017 na série Juacas, onde interpretou a personagem Brida. Em 2018, interpretou Elena na música "Minha Vez", da série Elena de Avalor.
Entre os anos de 2019 à 2020, deu vida a protagonista Bia, na telenovela Bia, do Disney Channel América Latina.  Ainda em 2019, interpretou Jasmine, na música "Ninguém Me Cala" na versão brasileira e na versão em espanhol "Callar", do filme Aladdin.  Em 2024, entrou para o elenco da novela A Caverna Encantada, do SBT, interpretando a Professora Pilar.

## Filmografia

### Televisão
| Ano                 | Título                  | Personagem                | Notas          | Ref.          |
| ------------------- | ----------------------- | ------------------------- | -------------- | ------------- |
| 2017-2019           | Juacas                  | Brida Januário            | Disney Channel | [ 3 ] [ 4 ]   |
| 2019-2020           | Bia                     | Beatriz Urquiza (Bia)     | Disney Channel | [ 6 ] [ 7 ]   |
| 2021                | Bia: Um Mundo do Avesso | Beatriz Urquiza (Bia)     | Disney+        | [ 9 ] [ 10 ]  |
| 2024-2025           | A Caverna Encantada     | Professora Pilar Pinheiro | SBT            | [ 11 ] [ 12 ] |
| 2024                | Amor da Minha Vida      | Catarina Malheiros        | Disney+        | [ 13 ] [ 14 ] |
| Sem data confirmada | Uma Garota Comum        | Victoria (Vic)            | Disney+        | [ 15 ] [ 13 ] |

### Vídeos musicais
| Ano  | Título da música       | Personagem      | Cantor        | Notas                       | Ref.  |
| ---- | ---------------------- | --------------- | ------------- | --------------------------- | ----- |
| 2018 | "Minha Vez"            | Elena de Avalor | Ela mesma     | Disney Channel Brasil       | [ 5 ] |
| 2019 | "Ninguém Me Cala"      | Jasmine         | Ela mesma     | Para Aladdin                | [ 8 ] |
| 2019 | "Callar"               | Jasmine         | Ela mesma     | Para Aladdin                |       |
| 2019 | "Así Yo Soy"           | Bia             | Ela mesma     | Para Bia                    |       |
| 2019 | "Tu Color Para Pintar" | Bia             | Ela mesma     | Para Bia                    |       |
| 2019 | "Seré tu heroe"        | Bombeira        | Michael Ronda |                             |       |
| 2019 | "Hasta el final"       | Bia             | Ela mesma     | Para Bia                    |       |
| 2020 | "¿Cuándo pasó?"        | Bia             | Ela mesma     | Para Bia                    |       |
| 2020 | "Sentirse bien"        | Bia             | Ela mesma     | Para Bia                    |       |
| 2020 | "Grita"                | Bia             | Ela mesma     | Para Bia                    |       |
| 2020 | "Aquí me encontrarás"  | Bia             | Ela mesma     | Para Bia                    |       |
| 2020 | "Vamos a mi ritmo"     | Ela mesma       | Lasso         | Colabaração                 |       |
| 2021 | "Vale, vale"           | Bia             | Ela mesma     | Para Bia: Un Mundo al Revés |       |
| 2021 | "En tu Cara"           | Bia             | Ela mesma     | Para Bia: Un Mundo al Revés |       |
| 2021 | "Es un Juego"          | Bia             | Ela mesma     | Para Bia: Un Mundo al Revés |       |

## Discografia
| Trilha Sonora | Trilha Sonora | Trilha Sonora                                        |
| Ano           | Música | Álbum                                                |
| ------------- | --- | ---------------------------------------------------- |
| 2018          | "Minha vez" | Elena de Avalor                                      |
| 2019          | "Callar" | Aladdin (Banda de Sonido Original en Español Latino) |
| 2019          | "Ninguém me cala" | Aladdin (Trilha Sonora Original em Português)        |
| 2019          | "Así yo soy" "Si vuelvo a nacer" "Cuéntales" "Tengo una canción" "Tu color para pintar" "Lo mejor comienza" "La vida te devuelve" "Si tú estás conmigo" | Así Yo Soy                                           |
| 2019          | "Ven y te digo quién soy" "Hasta el final" "Lo mejor comienza (En Español)" "Si vuelvo a nacer (En Español)"                                            | Si Vuelvo A Nacer                                    |
| 2020          | "Grita" "Sentirse bien" "¿Cuándo pasó?" "Aquí me encontrarás" "Voy" "Una vez más" "Voy por lo que quiero"                                               | Grita                                                |
| 2021          | "Es un juego" "En tu cara" "Vale, vale" "Dejarlo todo" "Quiero bailar"                                                                                  | Un Mundo Al Revés                                    |
| 2024          | "Amar é Maré" “Você faz meu coração iluminar” | A Caverna Encantada                                  |

## Prêmios e indicações
| Ano  | Premiação                      | Categoría                  | Trabalho | Resultado | Ref. |
| ---- | ------------------------------ | -------------------------- | -------- | --------- | ---- |
| 2019 | Meus Prêmios Nick 2019         | Artista de TV Feminina     | Bia      | Indicada  |      |
| 2020 | Kids Choice Awards Mexico 2020 | Artista de TV Feminina     | Bia      | Vencedora |      |
| 2021 | Premios Lo Más 2020            | Atriz do Ano               | Bia      | Vencedora |      |
| 2021 | SEC Awards                     | Atriz em série adolescente | Bia      | Vencedora |      |
| 2024 | Prêmio Jovem Brasileiro        | Melhor Atriz               |          | Indicada  |      |

## Ligações Externas
- Isabela Souza. no IMDb.
- Isabela Souza no X
- Isabela Souza no Instagram